# Copiula oxyrhina
Copiula oxyrhina är en groddjursart som först beskrevs av George Albert Boulenger 1898.  Copiula oxyrhina ingår i släktet Copiula och familjen Microhylidae. IUCN kategoriserar arten globalt som livskraftig. Inga underarter finns listade i Catalogue of Life.